# Київський університет управління та підприємництва
Державний вищий навчальний заклад «Київський університет управління та підприємництва» утворений відповідно до Розпорядження Кабінету Міністрів України від 22 червня 2011 р. № 697-р та Наказу Міністерства освіти і науки, молоді та спорту України від 05 серпня 2011 р. № 937 шляхом реорганізації (злиття) Державної академії житлово-комунального господарства (ДАЖКГ) та Української академії бізнесу та підприємництва (УАБП).
ВНЗ ліквідовано в 2014 році рішенням Уряду України.

## Спеціальності
1. Міжнародна економіка — бакалавр, спеціаліст, магістр 
2. Економіка підприємства — бакалавр, спеціаліст, магістр 
3. Облік і аудит — бакалавр, спеціаліст, магістр 
4. Фінанси і кредит — бакалавр, спеціаліст, магістр 
5. Маркетинг — бакалавр, спеціаліст, магістр 
6. Менеджмент організацій і адміністрування — бакалавр, спеціаліст, магістр 
7. Екологія, охорона навколишнього середовища та збалансоване природокористування — бакалавр, спеціаліст, магістр 
8. Теплоенергетика — бакалавр, спеціаліст 
9. Готельно-ресторанна справа- бакалавр 
10. Туризм — бакалавр

## Історія
Історія Державної академії житлово-комунального господарства, правонаступником якої є Університет, починається з 1971 р., коли відповідно до Постанови Ради Міністрів УРСР від 13.09.71 р. № 442 та наказу Міністерства комунального господарства УРСР від 05.10.71 р. № 366 було створено Інститут підвищення кваліфікації керівних працівників і спеціалістів житлово-комунального господарства.
 У 1993 році Інститут підвищення кваліфікації керівних працівників і спеціалістів житлово-комунального господарства Держжитлокомунгоспу України об'єднано з Науково-дослідним і проектним центром економіки і інформації «Комунекономіка» Держжитлокомунгоспу України (наказ Держжитлокомунгоспу України № 48 від 23.06.93 р.).

З 1 вересня 1993 р. на базі об'єднаних структур створено Науково-дослідний інститут економіки житлово-комунального господарства та підготовки кадрів «Комунекономіка» Держжитлокомунгоспу України (наказ Держжитлокомунгоспу України № 63 від 18.08.93 р.).
 У зв'язку з одержанням відповідних ліцензій на право здійснення освітньої діяльності за III рівнем акредитації в 1994 році Інститут було перейменовано в Інститут перепідготовки, підвищення кваліфікації кадрів, наукових досліджень економіки житлово-комунального господарства «Комунекономіка» Держжитлокомунгоспу України (наказ Держжитло-комунгоспу України від 21.11.95 р. № 49).
 У березні 1998 р. названий інститут реорганізовано у Державний інститут житлово-комунального господарства, який здійснював освітню діяльність за III рівнем акредитації.
 Державний інститут житлово-комунального господарства за два роки роботи трансформувався в Державну академію житлово-комунального господарства, яка була утворена Постановою Кабінету Міністрів України від 28 вересня 2000 р. № 1490 і стала правонаступником прав і обов'язків інституту.
 Державний вищий навчальний заклад «Українська академія бізнесу та підприємництва» була утворена відповідно до Розпорядження Кабінету Міністрів України від 17.11.2004 р. № 845-р на базі Інституту муніципального менеджменту і бізнесу, утвореного у 1992 році.

Засновником інституту був Державний комітет України з питань регуляторної політики та підприємництва. Перший випуск фахівців з дипломами спеціаліста інститутом було здійснено у 1998 році.
 Українська академія бізнесу та підприємництва підготовку фахівців здійснювала за двома напрямами: "«Економіка і підприємництво» та «Менеджмент» з таких спеціальностей: «Міжнародна економіка», «Менеджмент зовнішньоекономічної діяльності», «Менеджмент організацій», «Маркетинг», «Економіка підприємства», «Фінанси і кредит».

Наказом Міністерства освіти і науки України від 15.07.2014 №2642 л, виданого на підставі рішення Акредитаційної комісії України від 8 липня 2014 р. (протокол №110) анульовано ліцензію АЕ №270723 від 02.07.2013 Державного вищого навчального закладу «Київський університет управління та підприємництва» (КУУП).

## Ректор
Дубас Ростистав Григорович 23 листопада 1969 року народження
Народився в м.Стрий Львівської області, українець, закінчив Українську сільськогосподарську академію (1992р.) за спеціальністю лісове господарство, кваліфікація - інженер лісового господарства.
Навчався в аспірантурі при Раді по вивченню продуктивних сил України НАН України, де захистив кандидатську дисертацію за спеціальністю 08.08.01 – економіка природокористування і охорони навколишнього середовища (1996р.).
Працював в науково-дослідних установах, приватному бізнесі, а з 2001р. – в Державній академії житлово-комунального господарства на посадах доцента кафедри економіки і фінансів, а потім - декана обліково-економічного факультету, де і отримав вчене звання доцента кафедри економіки підприємства (2005р.).
Сфера наукових інтересів - економіка природокористування, зокрема, економічні аспекти екологічно збалансованого лісокористування. Має подяку міського Голови м.Києва за внесок в розвиток науки, автор 60 наукових праць, в тому числі 2-х монографій та навчального посібника з грифом МОН України.
Займає посаду виконуючого обов'язки ректора ДВНЗ «Київський університет управління та підприємництва» з 07.05.2014р.